# ムアンサラブリー郡
座標: 北緯14度31分38秒 東経100度54分35秒 / 北緯14.52722度 東経100.90972度
ムアンサラブリー郡（ムアンサラブリーぐん、タイ語: อำเภอเมืองสระบุรี）はタイ中部・サラブリー県にある郡（アムプー）である。サラブリー県の県庁所在地（ムアン）でもある。

## 名称
サラブリーとは池の街という意味である。

## 歴史
サラブリーは元々、現在のサオハイ郡にあったが、1897年5月1日鉄道が開通。現在のサラブリーのタムボン・パークプリアオが急速に発達した。このため、サラブリーの知事であったプラヤー・ピチャイロンナロンソンクラームが現在のサラブリーに県庁所在地を移そうと画策、時の国王ラーマ5世（チュラーロンコーン）の命により、サラブリーが現在の所に移された。サラブリーは元々、タムボン・パークプリアオに郡庁があったのでパークプリアオ郡と呼ばれたが、1938年、県の名前に合わせムアンサラブリー郡と改称された。

## 地理
郡内の重要な水源はパーサック川とクローンプリアオ貯水池である。南部にはワット・プラプッタチャーイがあり、山岳地帯になっており、プラプッタチャーイ国立公園がある
タイ国有鉄道東北本線が東西に通っており、東にナコーンラーチャシーマー、西にアユタヤ方面と通じている。国道一号線が南北に通っており、北にロッブリー、南にバーンパイン方面と通じている。国道2号線（ミッタパープ通り）の始点ともなっており、ナコーンラーチャシーマー方面に通じる。

## 経済
郡内の主要な産業は農業である。

## 行政区分
郡は11のタムボンにわかれ、さらにその下位に77の村（ムーバーン）がある。市内には自治体（テーサバーン）が4つあり以下のようになっている。
- テーサバーンムアン・サラブリー・・・タムボン・パークプリアオ全体
- テーサバーンタムボン・ポークペーク・・・タムボン・ノーンノーの一部
- テーサバーンタムボン・クットノックプラオ・・・タムボン・クットノックプラオ全体
- テーサバーンタムボン・タクット・・・タムボン・タクット全体

また郡内には7つのタムボン行政体（オンカーンボーリハーンスワンタムボン）がある。以下のタムボンで欠番のタムボンは1996年12月5日に分離してチャルームプラキアット郡となった郡である
1. タムボン・パークプリアオ・・・ตำบลปากเพรียว

1. タムボン・ダーオルアン・・・ตำบลดาวเรือง
2. タムボン・ナーチョーン・・・ตำบลนาโฉง
3. タムボン・コークサワーン・・・ตำบลโคกสว่าง
4. タムボン・ノーンノー・・・ตำบลหนองโน
5. タムボン・ノーンヤーオ・・・ตำบลหนองยาว
6. タムボン・パークカーオサーン・・・ตำบลปากข้าวสาร
7. タムボン・ノーンプラーライ・・・ตำบลหนองปลาไหล
8. タムボン・クットノックプラオ・・・ตำบลกุดนกเปล้า
9. タムボン・タリンチャン・・・ตำบลตลิ่งชัน
10. タムボン・タクット・・・ตำบลตะกุด